# Associazione Calcio Femminile Bergamo R
L'Associazione Calcio Femminile Bergamo R, nota semplicemente come Bergamo R ma citata anche come Bergamo, fu una squadra di calcio femminile italiana con sede a Brembate di Sopra, in Provincia di Bergamo, Lombardia.
Istituita nell'estate 1996, prima di cessare l'attività agonistica la squadra disputò due stagioni di Serie A, raggiungendo il più prestigioso risultato sportivo al termine della stagione 2003-2004, il quinto posto in Serie A e le semifinali in Coppa Italia.
Inattiva dall'estate 2005, la società scomparve con la decadenza dall'affiliazione FIGC nel 2006.

## Storia

Una formazione del Bergamo R per la stagione 2002-2003

Visto il crescente interesse verso il calcio femminile nella Provincia di Bergamo, per dare la possibilità a giovani atlete di continuare l'attività sportiva a Brembate di Sopra viene fondata, nel 1996, l'Unione Sportiva Oratorio San Giovanni Bosco calcio femminile, società voluta per l'iniziativa del religioso don Giuseppe Merlini assieme ad alcuni appassionati.
Inizialmente la squadra viene iscritta al campionato di calcio a 7 amatoriale organizzato dalla sezione bergamasca del Centro Sportivo Italiano (CSI) e, dopo che nel suo primo anno di attività riesce a mettersi in luce ottenendo il secondo posto, la dirigenza decide di compiere il passaggio dal C7 al calcio a 11, iscrivendo la squadra al campionato di Serie D Provinciale 1997-1998, quarto e ultimo livello del campionato italiano femminile di calcio.
Le prestazioni delle ragazze consentono alla formazione di conquistare subito il campionato, acquisendo quindi il diritto di disputare il campionato di Serie C Regionale Lombardia 1998-1999. La squadra dopo aver raggiunto alla sua prima stagione regionale il nono posto e la conseguente salvezza, nelle successive si conferma una delle più competitive arrivando, al termine della stagione 2000-2001, a una nuova promozione.
Iscritta al campionato di Serie B 2001-2002, nel girone A, nuovamente la squadra mantiene le prime posizioni per tutta la stagione conquistando la prima posizione nel girone e la storica promozione in Serie A ad appena sette anni dalla fondazione e a sei dalla prima iscrizione ad un campionato di calcio a 11. In questo periodo, oltre alla squadra titolare, la società schiera una formazione Under-20, una Under-15 e una di calcio a 7 iscritta al campionato CSI.
Alla sua prima esperienza nel livello di vertice del campionato italiano il Bergamo R, sotto la guida del tecnico Maurizio Malaspina, conferma la sua competitività, classificandosi al sesto posto in Serie A 2002-2003 mentre in Coppa Italia non supera la terza fase. La stagione successiva si rivela essere la migliore di tutta la storia sportiva della società, con il quinto posto in Serie A e le semifinali in Coppa Italia, tuttavia prima dell'inizio del campionato 2004-2005 la dirigenza decide di rinunciare alla Serie A per iscrivere la squadra in Serie D svincolando le sue tesserate.
La stagione 2004-2005, l'ultima disputata dalla squadra lombarda, termina con il terzo posto in Serie D Lombardia, ma durante l'estate 2005 la società comunica alla FIGC la propria inattività e, dall'anno successivo, la decadenza dalla affiliazione alla federazione italiana.

## Palmarès

### Competizioni nazionali
- Campionato italiano di Serie B: 1

2001-2002

### Competizioni provinciali
- Serie D: 1

1997-1998

### Altri piazzamenti
- Coppa Italia:

Semifinalista: 2003-2004